# مصيدة سيولة
مصيدية السيولة أو فخ السيولة (بالإنجليزية: Liquidity trap)‏ هو وضع موصوف في اقتصاديات كينز، يحدث بعد انخفاض سعر الفائدة إلى مستوى معين، حيث يصبح تفضيل السيولة مطلقًا تقريبًا بمعنى أن الجميع تقريبًا يفضلون الاحتفاظ بالنقد بدلاً من الاحتفاظ بدين ينتج عنه عائد معدل فائدة منخفض للغاية.
تحدث مصيدة السيولة عندما يخزن الناس النقود لأنهم يتوقعون حدثًا سلبيًا مثل الانكماش أو الطلب الكلي غير الكافي أو الحرب. وفقًا للنظرية السائدة، من بين خصائص فخ السيولة أسعار الفائدة التي تقترب من الصفر، والتغيرات في المعروض النقدي التي لا تترجم إلى تغيرات في مستوى السعر.
كما يقوم المضاربون بالاحتفاظ بكمية النقود عندهم في شكل أرصدة نقدية عاطلة دون التوجه لاستثمارها في شراء السندات وهنا يقع الاقتصاد في مصيدة السيولة.
والنتيجة أن كينز يرى عدم فعالية السياسة النقدية في هذا الوضع، أي أنه عندما يصل سعر الفائدة إلى أدنى مستوى له يستحيل زيادة الناتج القومي عند ذلك المستوى.لذلك طالب كينز بضرورة اعتماد السياسة المالية من أجل زيادة حجم الناتج والتخلص من حالة الكساد الاقتصادي، أي عدم فعالية السياسة النقدية في مصيدة السيولة.